# Cecropiaceae
Famille
Classification APG II (2003)
Classification APG III (2009)
La famille des Cecropiaceae regroupe des plantes à fleurs dicotylédones. Ce sont des arbres, des arbustes ou des lianes (certains à latex) des régions subtropicales à tropicales d'Amérique. Selon Watson & Dallwitz elle comprend 275 espèces réparties en 6 genres, Cecropia, Coussapoa, Myrianthus, Musanga, Poikilospermum et Pourouma. Cette famille fait partie de la classification classique, mais elle n'existe plus dans la classification phylogénétique du XXIe siècle et les genres qu'elle contient sont inclus dans la grande famille des Urticaceae.

## Étymologie
Le nom vient du genre Cecropia   nommé d'après Cécrops I, le premier roi mythique d'Athènes, signifiant « enfant spontané de la terre » .

## Classification
La famille des Cecropiaceae a été décrite en 1978 par le botaniste allemand Cornelis Christiaan Berg (1934-2012).
Cette famille existe dans la classification classique de Cronquist (1981), où elle fait partie de l'ordre des Urticales. La classification phylogénétique APG (1998) déplace les Cecropiacées dans l'ordre des Rosales, tandis que dans la classification phylogénétique APG II (2003) et la classification phylogénétique APG III (2009) cette famille n'existe plus et les genres qu'elle contient sont classés dans la famille des Urticaceae.

## Liste des genres
Selon DELTA Angio (9 mars 2017) :
- genre Cecropia
- genre Coussapoa
- genre Musanga
- genre Myrianthus
- genre Poikilospermum
- genre Pourouma

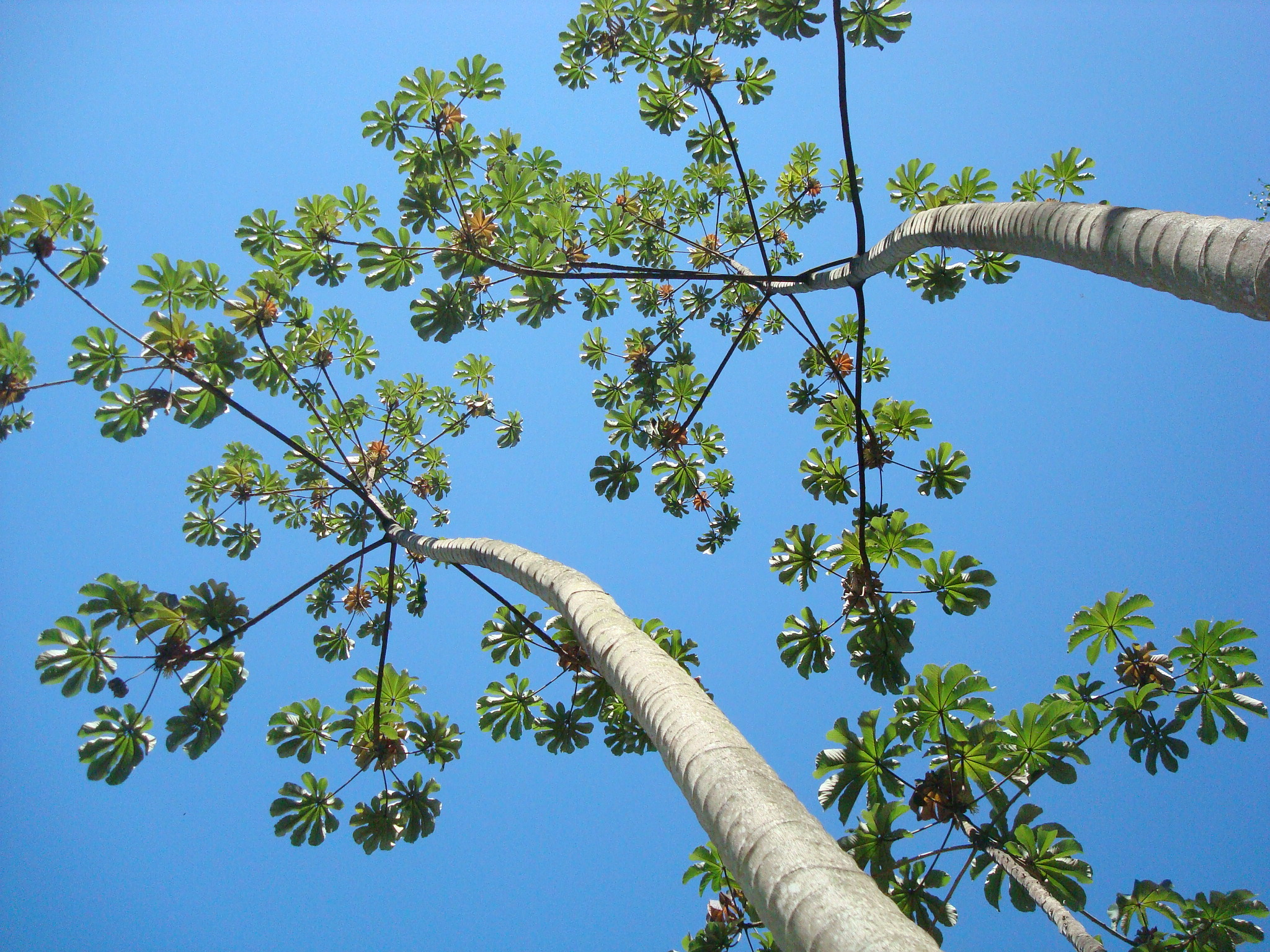
Cecropia sp.
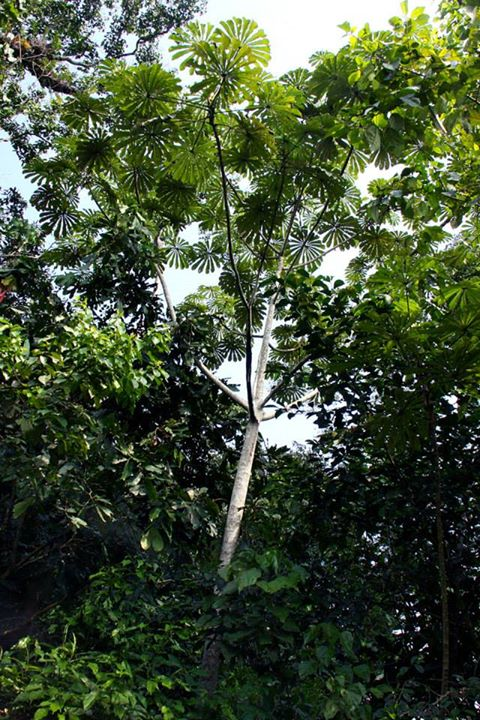
Musanga sp.
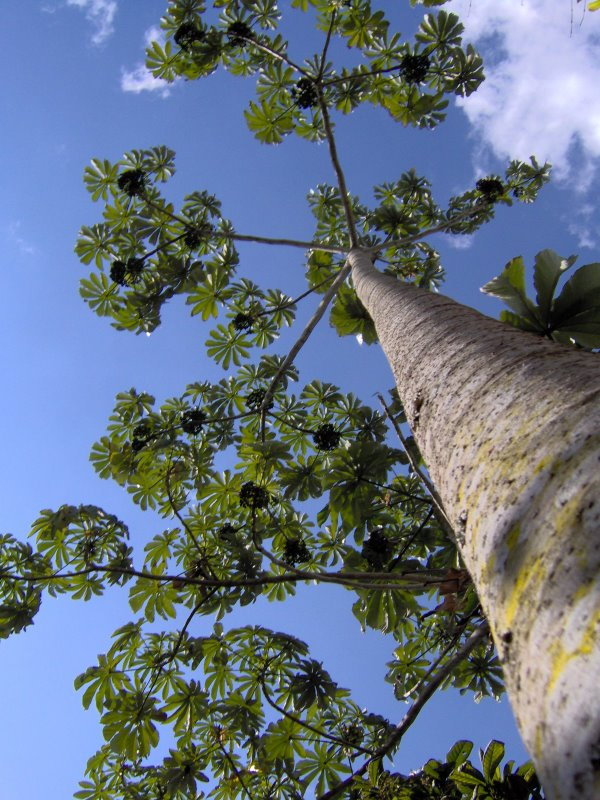
Pourouma sp.